# Sjedeći pisar
Sjedeći pisar je skulptura iz staroegipatske IV. (2620. – 2500. pr. Kr.) ili V. dinastije (2450. – 2325. pr. Kr.) koja predstavlja pisara koji zapisuje sjedeći prekriženih nogu. Pronađena je 1850. godine u Saqqari, sjeverno od aleje sfingi koja vodi do serapeuma, hrama posvećenom bogu Serapisu.

## Odlike
Kip je od obojenog vapnenca s inkrustiranim očima koje, dok su bradavice od drveta. Pisar je od pasa do kojena odjeven u bijeli kilt i u lijevoj ruci drži rolu papirusa, dok je druga ruka na krilu, u položaju za pisanje, ali joj očito nedostaje kist koji je nekad bio u ruci. Od ukočenog tijela odudara realistično oblikovano lice, ali i šake s prstima i noktima. Posebna pozornost posvećena je očima koje su inkrustrirane bijelim magnezitom koji je prošaran crvenim linijama (poput pravog oka) i prozirnim kamenim kristalom čija je stražnja strana ispunjena slojem organske boje koja u isto vrijeme izgleda kao šarenica oka i služi kao vezivo. Oba oka dodadno podržavaju dvije spajalice od legure bakra i arsena, dok su obrve istaknute tamnom organskom bojom.
Tijelo pisara je oblikovano mekano i blago debelo, što sugerira njegovo zdravlje i odsustvo fizičkog napora. Njegov izraz lica je miran i pozoran, gledajući prema gledatelju kao da očekuje instrukcije što da zapiše. Zbog njegovih neobično tankih usana, širokih grudi i čvrstog položaja tijela pretpostavljalo se kako je figura portret upravitelja Pehernefera sa samog početka 4. dinastije, u vrijeme izgradnje piramide u Gizi.
Sjedeći pisar izgleda realistično i ne sliči na druge stilizirane skulpture iz njegovog razdoblja što ga čini jedinstvenim djelom staroegipatske umjetnosti. Pisari kao motiv su bili još popularniji u 5. dinastiji, ali su tada uglavnom prikazivani kako čitaju, a ne kako pišu. Pisari su bili izrazito važni i bili su dobro plaćeni, iako su pripadnici kraljevske obitelji, visoki svećenici i brojni visoki službenici bili pismeni, pisari su bili nezamjenjivi za funkcioniranje države na više razina. Pisari su obavljali komunikaciju između vladara i podanika, organizirali su svakodnevni život, prikupljali poreze i upravljali radovima poput izgradnje piramida, rudarstva, trgovine, pa čak i rata. Mnogi faraoni i visoko rangirani službenici su dali da se izrade ovakve figure njihovih vjernih slugu kako bi im mogli nastaviti služiti u zagrobnom životu.
- Još jedan Sjedeći pisar iz 4. dinastije u Egipatskom muzeju u Kairu.
- Sjedeći pisar iz 5. dinastije (oko 2400. pr. Kr.) u muzeju Louvre.
- Pisar Dersenedž iz 5. dinastije u Egipatskom muzeju u Berlinu.
- Pisar Amenhotep, sin Hapua iz 18. dinastije (oko 1370. pr. Kr.), Muzej Luksora, Egipat.
- Imhotep kao pisar, bronca oko 600.-300. pr. Kr., Louvre.

## Vanjske poveznice
- Seated Scribe  Arhivirana inačica izvorne stranice od 27. listopada 2014. (Wayback Machine), Smarthistory at Khan Academy (engl.)
- Pisar iz Sakare, artnit.net 19. siječnja 2013. (srp.)
- 3D model lica Sjedećeg pisara, sketchfab.com